# Христианство на Мальте
Христианство на Мальте — самая распространённая религия в стране.
По данным исследовательского центра Pew Research Center в 2010 году на Мальте проживало 400 тыс. христиан, которые составляли 97 % населения этой страны. Энциклопедия «Религии мира» Дж. Г. Мелтона оценивает долю христиан в 2010 году в 98 % (403 тыс. верующих).
Крупнейшим направлением христианства в стране является католицизм. В 2010 году на Мальте действовало 109 христианских церквей и мест богослужения, которые принадлежали 13 различным деноминациям.
Помимо мальтийцев, христианами также являются большинство живущих в стране англичан и итальянцев.
Христиане Мальты участвуют в экуменическом движении. В 1995 году в стране был создан Экуменический совет Мальты. В настоящее время совет объединяет католиков, англикан, пресвитериан, лютеран, методистов и адвентистов.